# 松尾徹人
松尾 徹人（まつお てつと、1947年（昭和22年）1月19日 - 2011年（平成23年）7月28日）は、日本の官僚、政治家。高知市長。山口県光市光井出身。
株式会社三翠園代表取締役社長、高知県ボウリング連盟会長も務めた。

## 経歴
- 1965年、広島大学附属高等学校卒業
- 1969年、東京大学法学部卒業
- 自治省入省（財政局、税務局、青森県、滋賀県）
- 1981年、高知県総務部財政課長
- 1985年、高知県保健環境部長
- 1987年、高知県総務部長
- 1989年、運輸省航空局環境整備課長
- 1991年、自治省行政局管理課長、選挙課長
- 1994年、高知市長就任
- 2000年、全国市長会副会長
- 2003年、高知市長退職
- 2004年、政界引退、学校法人龍馬学園特別講師
- 2005年、株式会社三翠園代表取締役社長
- 2010年、膵臓癌発病
- 2011年、任期満了につき株式会社三翠園退職。自身の膵臓癌を公表。
- 2011年7月28日、膵臓癌のため高知県南国市の高知大学医学部附属病院で死去、64歳没[2]。死没日をもって旭日小綬章追贈、正五位に叙される[3]。

## 選挙
- 1994年、高知市長選当選（1期目）
- 1998年、高知市長選当選（2期目）
- 2002年、高知市長選当選（3期目）
- 2003年、高知県知事選落選（現職・橋本大二郎に敗れる。）
- 2004年、高知県知事選落選（前職・橋本大二郎に敗れる。）